# 第4後方支援連隊
第4後方支援連隊（だいよんこうほうしえんれんたい、JGSDF 4th Logistic Support Regiment）は、陸上自衛隊福岡駐屯地（福岡県春日市）に連隊本部が駐屯する第4師団隷下の後方支援部隊である。

## 概要
連隊長は、1等陸佐（二）が充てられいる。連隊本部、本部付隊、第1整備大隊、第2整備大隊、補給隊、輸送隊および衛生隊は福岡駐屯地に所在し、第1整備大隊および第2整備大隊の一部が大村駐屯地、小倉駐屯地、別府駐屯地、久留米駐屯地に配置され、第4師団隷下部隊の兵站（補給、整備、回収、輸送等の業務）および衛生の支援を実施を任務とするほか、災害派遣や民生協力、国際貢献活動も行っている。

## 沿革
- 1990年（平成02年）3月26日：第4師団の近代化改編に伴い、第4武器隊・第4補給隊・第4衛生隊・第4輸送隊を統合して第4後方支援連隊が福岡駐屯地において編成完結。
- 1995年（平成07年）1月：阪神・淡路大震災発生より、災害派遣で出動。
- 1996年（平成08年）3月29日：部隊改編。

1. 第4師団司令部第4部長職が専任化され、第4後方支援連隊長との兼補が解除。
2. 武器隊（福岡駐屯地）を廃止・改編し、武器大隊を福岡駐屯地に新編。

- 2003年（平成15年）3月27日：武器大隊（福岡駐屯地）を廃止し、第4師団隷下の諸部隊の整備部門を集約して第1整備大隊、第2整備大隊を福岡駐屯地等に新編。

- 2004年（平成16年）10月：新潟県中越地震発生より、災害派遣出動。
- 2005年（平成17年）3月：福岡県西方沖地震発生より、災害派遣出動。
- 2010年（平成22年）8月：パキスタン大洪水の被災者支援のため、国際緊急援助隊派遣法に基づく派遣を実施。
- 2013年（平成25年）3月26日：第2整備大隊の改編。

1. 第1普通科直接支援隊（大村駐屯地）を廃止・改編し、第1普通科直接支援中隊（第16普通科連隊を支援）を大村駐屯地に新編。
2. 第19普通科連隊の廃止に伴い、第2普通科直接支援隊（福岡駐屯地）を廃止。
3. 第3普通科直接支援隊（小倉駐屯地）を廃止・改編し、第2普通科直接支援中隊（第40普通科連隊を支援）を小倉駐屯地に新編。
4. 第4普通科直接支援隊（別府駐屯地）を廃止・改編し、第3普通科直接支援中隊（第41普通科連隊を支援）を別府駐屯地に新編。
5. 第4対舟艇対戦車隊の廃止に伴い、対舟艇対戦車直接支援隊（玖珠駐屯地）を改編し、第302対舟艇対戦車直接支援隊を玖珠駐屯地に新編。平時、第4師団に隷属。

- 2015年（平成27年）3月26日：第302対舟艇対戦車直接支援隊（玖珠駐屯地）を平時隷属を第4師団から第8師団第8後方支援連隊隷下に隷属変更[1]。

- 2018年（平成30年）3月27日：第4戦車大隊の廃止に伴い、第2整備大隊戦車直接支援中隊（玖珠駐屯地）を廃止。
- 2019年（平成31年）
  - 3月25日：第4特科連隊の廃止に伴い、第2整備大隊特科直接支援中隊（久留米駐屯地）を廃止[2]。
  - 3月26日：第4偵察隊の廃止に伴い、第4後方支援連隊第2整備大隊偵察直接支援小隊（福岡駐屯地）を改編、西部方面後方支援隊第301戦車直接支援中隊の一部を編入し、偵察戦闘直接支援隊（第4偵察戦闘大隊を支援）を福岡駐屯地に新編。

## 部隊編成
- 第4後方支援連隊本部
- 第4後方支援連隊本部付隊「4後支-本」
- 第1整備大隊
  - 第1整備大隊本部
  - 第1整備大隊本部付隊「4後支-1-本」
  - 火器車両整備中隊「4後支-1-火車」
  - 施設整備隊「4後支-1-施」（大村駐屯地）：主に第4施設大隊を支援
  - 通信電子整備隊「4後支-1-通」：主に第4通信大隊を支援
  - 工作回収小隊
- 第2整備大隊
  - 第2整備大隊本部
  - 第2整備大隊本部付隊「4後支-2-本」
  - 第1普通科直接支援中隊「4後支-2-1普」（大村駐屯地）：第16普通科連隊を支援
  - 第2普通科直接支援中隊「4後支-2-2普」（小倉駐屯地）：第40普通科連隊を支援
  - 第3普通科直接支援中隊「4後支-2-3普」（別府駐屯地）：第41普通科連隊を支援
  - 高射直接支援隊「4後支-2-高」（久留米駐屯地）：第4高射特科大隊を支援
  - 偵察戦闘直接支援隊「4後支-2-偵戦」：第4偵察戦闘大隊を支援
- 補給隊「4後支-補」
  - 補給隊本部
  - 補給隊本部付隊
  - 需品補給小隊
  - 部品補給小隊
  - 業務小隊
- 輸送隊「4後支-輸」
  - 輸送隊本部
  - 管理班
  - 輸送小隊Ａ
  - 輸送小隊Ｂ
- 衛生隊「4後支-衛」
  - 衛生隊本部
  - 治療隊
  - 救急車小隊

## 第4後方支援連隊長
| 官職名            | 階級    | 氏名     | 補職発令日     | 前職                             |
| ----------------- | ------- | -------- | -------------- | -------------------------------- |
| 第4後方支援連隊長 | 1等陸佐 | 安藤真弘 | 2024年08月01日 | 東部方面総監部装備部後方運用課長 |

| 代 | 氏名     | 在職期間                        | 前職                                                    | 後職                                    |
| -- | -------- | ------------------------------- | ------------------------------------------------------- | --------------------------------------- |
| 01 | 窪田福己 | 1990年03月26日 - 1992年08月02日 | 第4師団司令部第4部長                                    | 武山駐屯地業務隊長                      |
| 02 | 鷺岡勝義 | 1992年08月03日 - 1995年03月31日 | 陸上幕僚監部装備部武器・化学課 総括班長                 | 中部方面総監部装備部長                  |
| 03 | 池田廣春 | 1995年04月01日 - 1997年06月30日 | 陸上幕僚監部監理部会計課予算班長                        | 東部方面総監部防衛部長                  |
| 04 | 吉村允   | 1997年07月01日 - 1998年11月30日 | 統合幕僚学校学校教官                                    | 陸上自衛隊富士学校機甲科部副部長        |
| 05 | 芦岡広明 | 1998年12月01日 - 2001年03月31日 | 陸上自衛隊航空学校字都宮分校 教育課長                   | 中部方面航空隊長 兼 八尾駐屯地司令      |
| 06 | 中村勤   | 2001年04月01日 - 2002年07月31日 | 陸上幕僚監部装備部需品課総括班長                        | 陸上自衛隊補給統制本部需品部長          |
| 07 | 濱﨑久実 | 2002年08月01日 - 2004年08月29日 | 陸上幕僚監部装備部装備計画課 補給管理班長               | 陸上自衛隊補給統制本部 装備計画部長     |
| 08 | 正岡礼二 | 2004年08月30日 - 2006年07月02日 | 陸上幕僚監部装備部武器・化学課 総括班長                 | 陸上自衛隊研究本部付                    |
| 09 | 鈴木昌芳 | 2006年07月03日 - 2007年12月02日 | 陸上幕僚監部装備部開発課総括班長                        | 自衛隊山梨地方協力本部長                |
| 10 | 山内大輔 | 2007年12月03日 - 2008年11月30日 | 陸上自衛隊幹部学校学校教官                              | 陸上幕僚監部人事部募集・援護課長        |
| 11 | 石﨑敦士 | 2008年12月01日 - 2011年07月31日 | 陸上幕僚監部人事部募集・援護課 募集班長                 | 陸上自衛隊関西補給処装備計画部長        |
| 12 | 稲川解   | 2011年08月01日 - 2013年03月25日 | 陸上幕僚監部装備部需品課総括班長                        | 東北方面総監部法務官                    |
| 13 | 弓場信行 | 2013年03月26日 - 2014年08月04日 | 陸上幕僚監部人事部募集・援護課 募集班長                 | 陸上自衛隊北海道補給処 装備計画部長     |
| 14 | 松永孝治 | 2014年08月05日 - 2016年03月22日 | 陸上幕僚監部装備部武器・化学課 誘導武器班長             | 防衛装備庁長官官房装備開発官付 総括室長 |
| 15 | 加藤武則 | 2016年03月23日 - 2017年08月07日 | 陸上幕僚監部装備計画部 装備計画課勤務                   | 中部方面後方支援隊副隊長                |
| 16 | 佐藤真一 | 2017年08月08日 - 2019年07月31日 | 北部方面総監部装備部需品課長                            | 陸上自衛隊関東補給処整備計画部長        |
| 17 | 澤谷貴弘 | 2019年08月01日 - 2022年03月13日 | 陸上自衛隊教育訓練研究本部 企画調整官                   | 陸上自衛隊関東補給処装備計画部長        |
| 18 | 遠藤正幸 | 2022年03月14日 - 2024年07月31日 | 防衛装備庁プロジェクト管理部 事業監理官付事業計画調整官 | 陸上自衛隊九州補給処装備計画部長        |
| 19 | 安藤真弘 | 2024年08月01日 -                | 東部方面総監部装備部後方運用課長                        |                                         |

## 主要装備
- 1 1/2tトラック / 73式中型トラック
- 3 1/2tトラック / 73式大型トラック
- 7tトラック / 74式特大型トラック
- 重レッカ
- 中型セミトレーラ
- 重装輪回収車
- 3トン半水タンク車
- 3トン半燃料タンク車
- 3トン半航空用燃料タンク車
- 野外支援車
- 野外炊具
- 野外洗濯セット2型
- 野外入浴セット2型
- 浄水セット（車載型）
- 野外手術システム
- 1トン半救急車
- 89式5.56mm小銃
- 9mm拳銃
- 12.7mm重機関銃M2
- 91式携帯地対空誘導弾

## 警備隊区
警備隊区は福岡県福岡地方（福岡市、糸島市除く）
福津市、春日市、大野城市、那珂川市、太宰府市、筑紫野市、糟屋郡（宇美町、篠栗町、志免町、須恵町、新宮町、久山町、粕屋町）

## 廃止（改編）部隊
- 2013年（平成25年）3月25日廃止
  - 第4後方支援連隊第2整備大隊第1普通科直接支援隊「4後支-2-1普」（大村駐屯地）第16普通科連隊を支援：第1普通科直接支援中隊に改編。
  - 第4後方支援連隊第2整備大隊第2普通科直接支援隊「4後支-2-2普」（福岡駐屯地）第19普通科連隊を支援：第304普通科直接支援中隊に改編。
  - 第4後方支援連隊第2整備大隊第3普通科直接支援隊「4後支-2-3普」（小倉駐屯地）第40普通科連隊を支援：第2普通科直接支援中隊に改編。
  - 第4後方支援連隊第2整備大隊第4普通科直接支援隊「4後支-2-4普」（別府駐屯地）第41普通科連隊を支援：第3普通科直接支援中隊に改編。
  - 第4後方支援連隊第2整備大隊対舟艇対戦車直接支援隊「4後支-2-対舟」（玖珠駐屯地）第4対舟艇対戦車隊を支援：第302対舟艇対戦車直接支援隊に改編。
- 2018年（平成30年）3月27日廃止
  - 第4後方支援連隊第2整備大隊戦車直接支援中隊「4後支-2-戦」（玖珠駐屯地）第4戦車大隊を支援：第301戦車直接支援中隊の一部に改編。
- 2019年（平成31年）3月25日廃止
  - 第4後方支援連隊第2整備大隊特科直接支援中隊「4後支-2-特」（久留米駐屯地）第4特科連隊を支援：第101特科直接支援隊第1直接支援中隊の一部（第4直接支援小隊等）に改編。
  - 第4後方支援連隊第2整備大隊偵察直接支援小隊「4後支-2-偵」（福岡駐屯地）第4偵察隊を支援：偵察戦闘直接支援隊に改編。